# Румчород
Румчород (рос. Румчерод) — скорочена назва центрального виконавчого комітету депутатів рад Румунського фронту, Чорноморського флоту і Одеської округи (Херсонська, Таврійська, частини Подільської і Волинської губернії) — революційний орган, заснований першим фронтовим та окружним з'їздом Рад, що відбувався з 10 по 27 травня (за новим стилем — з 23 травня по 9 червня) 1917 року в Одесі. Більшість у першому скликанні складали меншовики та есери.
Румчород підтримував Тимчасовий уряд і співпрацював із губернською радою. У листопаді-грудні 1917 чинив опір більшовицькому переворотові. Другий фронтовий та окружний з'їзд Рад проходив в Одесі 10—23 грудня 1917 року (23 грудня 1917 — 5 січня 1918). З'їзд підтримав Радянську владу і обрав новий склад центрального виконавчого комітету (всього 180 осіб), до якого увійшли 70 більшовиков, 55 лівих есерів, 23 представника селянських спілок та 32 депутати від інших партій. Головою Румчорода було обрано Володимира Юдовського. Друкованим органом Румчороду була газета «Голос революции», яка видавалася від липня 1917 року до березня 1918 року.
Після другого з'їзду Румчород виступив проти Центральної Ради і з допомогою збільшовизованих фронтових частин перебрав владу в Одесі, намагаючись поширити вплив на Бесарабію, окуповану румунськими військами.
25 січня 1918 в Одесі ЦВК Румчороду оголосив, що він є верховним органом на Румунському фронті і в Одеській області й тільки йому належить право розформування, реорганізації і сформування нових військових одиниць. Виконком заявив про незаконність втручання у справу демобілізації армії органів УЦР і скасував наказ комісара в Одесі Віктора Поплавка про розформування ряду частин одеського гарнізону. ЦВК Румчороду наказав всім революційним частинам Одеської області залишатись на своїх місцях. В Одесі розпропаговані більшовиками чотири сотні 1-го гайдамацького полку заявили, що вони будуть виконувати тільки накази Румчороду, про що доповіли їхні представники у Військово-революційному комітеті. Протягом дня такі ж заяви зробили представники 1-ї і 2-ї кулеметної сотні 2-го гайдамацького пластунського куреня, 4-ї, 7-ї і 8-ї сотень пластунського полку.
5 лютого ЦВК Рад Румчороду опублікував постанову, що він вважає себе у стані війни з Румунією і оголошувалась мобілізація загонів, сформованих на добровільних засадах, та транспортної флотилії в Одесі і Тираспольському, Херсонському, Аккерманському, Бендерському і Одеському повітах.
Наприкінці лютого Румчород прийняв постанову про арешт найбагатших одеситів з вимогою викупу за 10 мільйонів карбованців. З ініціативи Сергія Гутника викуп був зібраний і закладники 4 березня випущені. Того ж 4 березня через наближення німецько-австрійських військ ЦВК Рад Румчороду ухвалило утворити Надзвичайний штаб оборони для оперативного керівництва обороною міста і приведення у бойову готовність своїх збройних сил, та мобілізацію.
Але в березні 1918 австрійські війська зайняли Одесу і Румчород евакуювався на схід до Росії, де в травні й був ліквідований.
При відступі більшовики забрали з собою й одеський торговий флот.